# Королёв (город)
Королёв (основан 26 декабря 1938 года; до 8 июля 1996 года — Калининград) — город в Московской области России, наукоград (с 12 апреля 2001 года). Население — 226 007 человек (2024). Самый большой по населению наукоград. Королёв часто неофициально называют космической столицей России.
Город областного подчинения, образует одноимённый городской округ.
В мае 2014 года в состав города был включён упразднённый город Юбилейный (причиной объединения был назван дефицит площадей для развития города Королёва). Губернатор Московской области ранее не исключил того, что к объединённому округу будут присоединены территории прилегающих муниципальных образований.

## Этимология
Посёлок Подлипки возник как дачный в конце XIX века, с тех пор его название менялось три раза: посёлок Калининский (после 1928 года), город Калининград (после 1938 года), Королёв (после 1996 года). Название «Королёв» было дано в честь конструктора ракетно-космических систем С. П. Королёва, возглавлявшего Отдел 3 Специального конструкторского бюро НИИ-88 (затем ОКБ-1), находившегося в этом городе, а Калининский и Калининград — по фамилии государственного и партийного деятеля М. И. Калинина, принимавшего активное участие в деятельности артиллерийского завода № 8 в 1920-х — 1930-х годах. Имя Калинина было присвоено заводу в 1922 году.

## География
Город расположен к северо-востоку от Москвы, в 23 км от центра и в 6—7 км от МКАД по Ярославскому шоссе.
Ярославское шоссе является западной границей Королёва (исключая Залинейный район). С юга к городу примыкает Национальный парк «Лосиный Остров», а с севера и востока — дачные посёлки. В городе протекает река Клязьма, а также много мелких рек (в части Лосиного Острова). Лесные массивы в черте города занимают территорию 3800 га. Также в черте города находится часть урочища «Яузский водоболотный комплекс».
Площадь, занимаемая городским округом, 55,47 км². При этом площадь территории собственно города в его традиционных границах ранее составляла 38,82 км². Городская черта и границы городского округа в значительной части не совпадают, Генеральным планом городского округа установлена городская черта города Королёва, которая исключает те земли городского округа, которые заняты лесами, болотами и сельскохозяйственными угодьями; площадь собственно города Королёва (в пределах его городской черты, включающей все прежние населённые пункты, которые были объединены с городом) составляет 35,5877 км².
Городской округ Королёва граничит с городскими округами Ивантеевка (на северо-востоке), Щёлково (на востоке), Балашиха (на юге), Мытищи (на западе) и Пушкинским городским округом (на севере).

## Климат
Климат города Королёв, как и всей Московской области — умеренно континентальный, немного отличается от климата Москвы. Зимой здесь несколько холоднее, а летом (июнь здесь теплее, чем август) не так жарко и душно, как в российской столице, осадков выпадает несколько меньше. Самый холодный месяц, в отличие от областного центра, январь, а март здесь холоднее, чем ноябрь. В декабре также часты оттепели.
| Показатель                    | Янв.  | Фев.  | Март | Апр. | Май  | Июнь | Июль | Авг. | Сен. | Окт. | Нояб. | Дек. | Год |
| ----------------------------- | ----- | ----- | ---- | ---- | ---- | ---- | ---- | ---- | ---- | ---- | ----- | ---- | --- |
| Средний суточный максимум, °C | −6,4  | −4,8  | 0,8  | 10,3 | 17,9 | 21,9 | 23,4 | 21,4 | 15,2 | 7,8  | 0,4   | −3,7 | 9,1 |
| Средняя температура, °C       | −9,4  | −8,3  | −2,9 | 5,9  | 12,6 | 16,7 | 18,5 | 16,6 | 11,1 | 4,9  | −1,8  | −6,3 | 5,4 |
| Средний суточный минимум, °C  | −12,4 | −11,7 | −6,3 | 1,5  | 7,3  | 11,6 | 13,6 | 11,9 | 7    | 2    | −4    | −8,9 | 1,8 |
| Норма осадков, мм             | 41    | 34    | 32   | 42   | 50   | 75   | 90   | 74   | 62   | 60   | 56    | 52   | 668 |
| Источник:                     |       |       |      |      |      |      |      |      |      |      |       |      |     |

## История

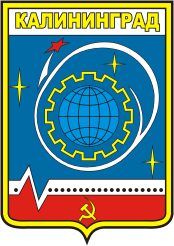
Герб (1988)

В XII веке на территории города, по берегам реки Клязьмы существовали поселения финно-угорских племён. Через этот район проходил древний водный торговый путь из Московского во Владимиро-Суздальское княжество, и дальше — с выходом в огромную водную артерию континента — р. Волгу (Итиль). Путь проходил по рекам: Москва — Яуза — Клязьма — Ока — Волга (с волоком от Яузы (Мытищи, завод ММЗ) до Клязьмы (Болшево, Шапкин мост)). В начале XVIII века здесь было организовано одно из первых промышленных предприятий России — полотняная и суконная мануфактура.
На территории современного Королёва к концу XIX века существовали 14 больших и малых сёл и деревень: Богородское (Костино), Болшево, Бурково, Власово, Городище, Куракино, Максимково, Комаровка, Лапино, Баскаки (Баски), Овражье (Заовражье), Каховка (Георгиевское), Самаровка, Старая Тарасовка.
В 1895 году введена в строй ж/д ветка Мытищи — Щёлково и построена ж/д ст. Подлипки (позднее — Подлипки-Дачные).
В 1918 году на территорию дачного посёлка Подлипки из Петрограда был переведён Орудийный завод. В 1928 году посёлок Подлипки был отнесён к категории рабочих посёлков и получил новое название — Калининский. Указом Президиума Верховного Совета РСФСР № 1458/7 26 декабря 1938 года посёлок городского типа Калининский был преобразован в город Калининград.
В 1960 году в состав Калининграда (название посёлка Болшево в то время) включён город Костино, с 1963 года городу административно подчиняются посёлки Болшево, Первомайский и Текстильщик.
В 1992 году из состава Калининграда выделен город Юбилейный.
8 июля 1996 года город переименован из Калининграда в Королёв в честь Сергея Павловича Королёва.
В 2003 году в состав города включены посёлки городского типа Болшево, Первомайский и Текстильщик, до этого административно ему подчинённые, в 2004 году — посёлки Торфопредприятие, Водопроводчик-5 и Погонный, ранее входившие в состав Пушкинского района.
В 2005 году был образован городской округ Королёв — муниципальное образование, включающее в свой состав город Королёв и близлежащие территории.
В 2014 году город Юбилейный вновь включён в состав города Королёв.

## Население
| 1931     | 1939     | 1959     | 1962     | 1967     | 1970     | 1975     | 1976     | 1979     | 1982     | 1985     |
| -------- | -------- | -------- | -------- | -------- | -------- | -------- | -------- | -------- | -------- | -------- |
| 2800     | ↗28 122  | ↗41 427  | ↗76 000  | ↗96 000  | ↗105 945 | ↗107 000 | →107 000 | ↗133 470 | ↗138 000 | ↘125 000 |
| 1986     | 1987     | 1989     | 1990     | 1991     | 1992     | 1993     | 1994     | 1995     | 1996     | 1997     |
| ↘124 000 | ↗146 000 | ↗159 363 | ↘137 000 | ↘136 000 | →136 000 | →136 000 | ↘135 000 | →135 000 | ↘134 000 | →134 000 |
| 1998     | 1999     | 2000     | 2001     | 2002     | 2003     | 2004     | 2005     | 2006     | 2007     | 2008     |
| →134 000 | ↘133 200 | ↘132 400 | ↗132 900 | ↗142 568 | ↗142 600 | ↗170 700 | ↗171 600 | ↗172 800 | ↗173 600 | ↗174 600 |
| 2009     | 2010     | 2011     | 2012     | 2013     | 2014     | 2015     | 2016     | 2017     | 2018     | 2019     |
| ↗175 360 | ↗183 402 | ↘183 398 | ↗185 643 | ↗187 284 | ↗187 811 | ↗220 947 | ↗221 129 | ↗221 797 | ↗222 952 | ↗224 533 |
| 2020     | 2021     | 2023     | 2024     |          |          |          |          |          |          |          |
| ↗225 858 | ↗228 095 | ↘226 936 | ↘226 007 |          |          |          |          |          |          |          |

На 1 января 2025 года по численности населения город находился на 86-м месте из 1124 городов Российской Федерации.
Внутри территории города Королёва был «вкраплён» город Юбилейный (он ранее находился в областном подчинении), совокупная численность населения обоих городов по переписи 2010 года превысила 220 тыс. человек. 2 июня 2014 года бывший город Юбилейный официально стал частью города Королёва.
После поглощения Юбилейного Королёв в 2014 году стал на некоторое время третьим городом Московской области по численности населения после Балашихи (530 311) и Химок (256 684), но затем Подольск (312 911), который в 2015 году поглотил Климовск и Львовский, переместил Королёв на четвёртое место.
Национальный состав
По итогам переписи населения 2020 года проживали следующие национальности (национальности менее 0,1 % и другое, см. в сноске к строке «Другие»):
| Национальность | Численность, чел. | Доля     |
| -------------- | ----------------- | -------- |
| Русские        | 181 027           | 79,36 %  |
| Украинцы       | 1922              | 0,84 %   |
| Армяне         | 1456              | 0,64 %   |
| Татары         | 1204              | 0,53 %   |
| Узбеки         | 833               | 0,37 %   |
| Таджики        | 650               | 0,28 %   |
| Белорусы       | 526               | 0,23 %   |
| Киргизы        | 442               | 0,19 %   |
| Азербайджанцы  | 437               | 0,19 %   |
| Чуваши         | 310               | 0,14 %   |
| Грузины        | 274               | 0,12 %   |
| Молдаване      | 263               | 0,12 %   |
| Другие         | 38 751            | 16,99 %  |
| Итого          | 228 095           | 100,00 % |

## Местное самоуправление
В ходе реализации муниципальной реформы к 1 января 2006 года Королёв был наделён статусом городского округа Королёв как единственный населённый пункт в его составе.

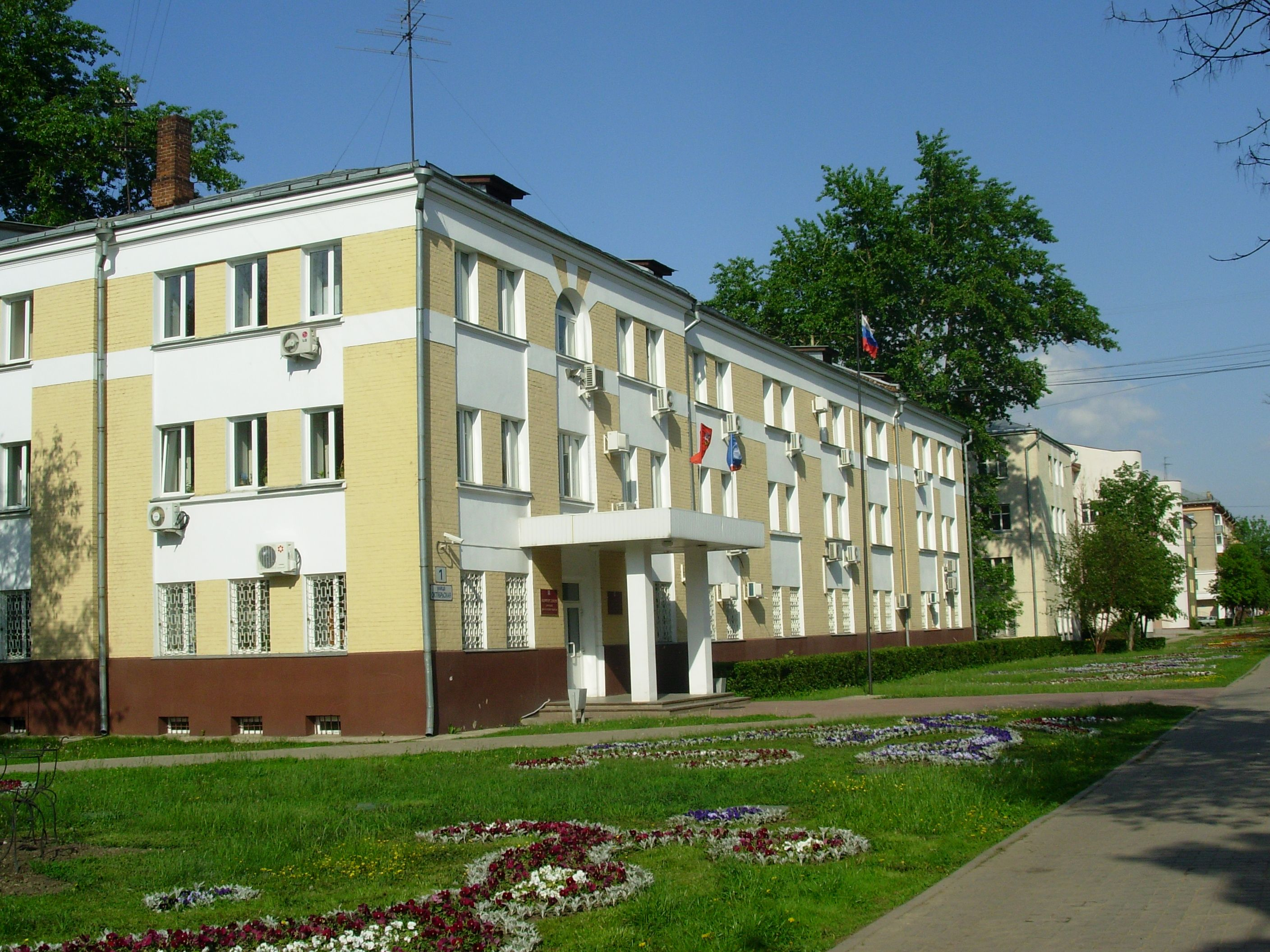
Здание городской администрации

### Органы власти
Органами местного самоуправления городского округа Королёв являются:
- Совет депутатов города Королёва Московской области — выборный представительный орган местного самоуправления. В его состав входят 25 депутатов[64], избираемых сроком на 5 лет[65]
- Глава города Королёва Московской области — человек, который избирается депутатами Совета депутатов из своего состава на срок полномочий Совета депутатов[66]. Также исполняет полномочия председателя Совета Депутатов[67].
- Администрация города Королёва Московской области — исполнительно-распорядительный орган местного самоуправления[68]. Глава администрации назначается по контракту[69].

С марта 1996 года по август 2009 года главой города являлся Александр Морозенко, временно отстранённый от должности решением Королёвского городского суда. С 2009 года обязанности главы города исполнял Андрей Борисович Капустян.
Решением совета депутатов города Королёв от 27 июля 2011 года, полномочия А. Ф. Морозенко прекращены досрочно. Главой города избран В. А. Минаков. 4 апреля 2014 года Валерий Минаков ушёл в отставку. Временно исполняющим обязанности главы города назначен Валерий Мясоедов.
14 сентября 2014 года главой Королёва избран кандидат от партии «Единая Россия» Александр Ходырев.
8 ноября 2021 года главой Королёва избран Игорь Трифонов.

## Внутреннее деление

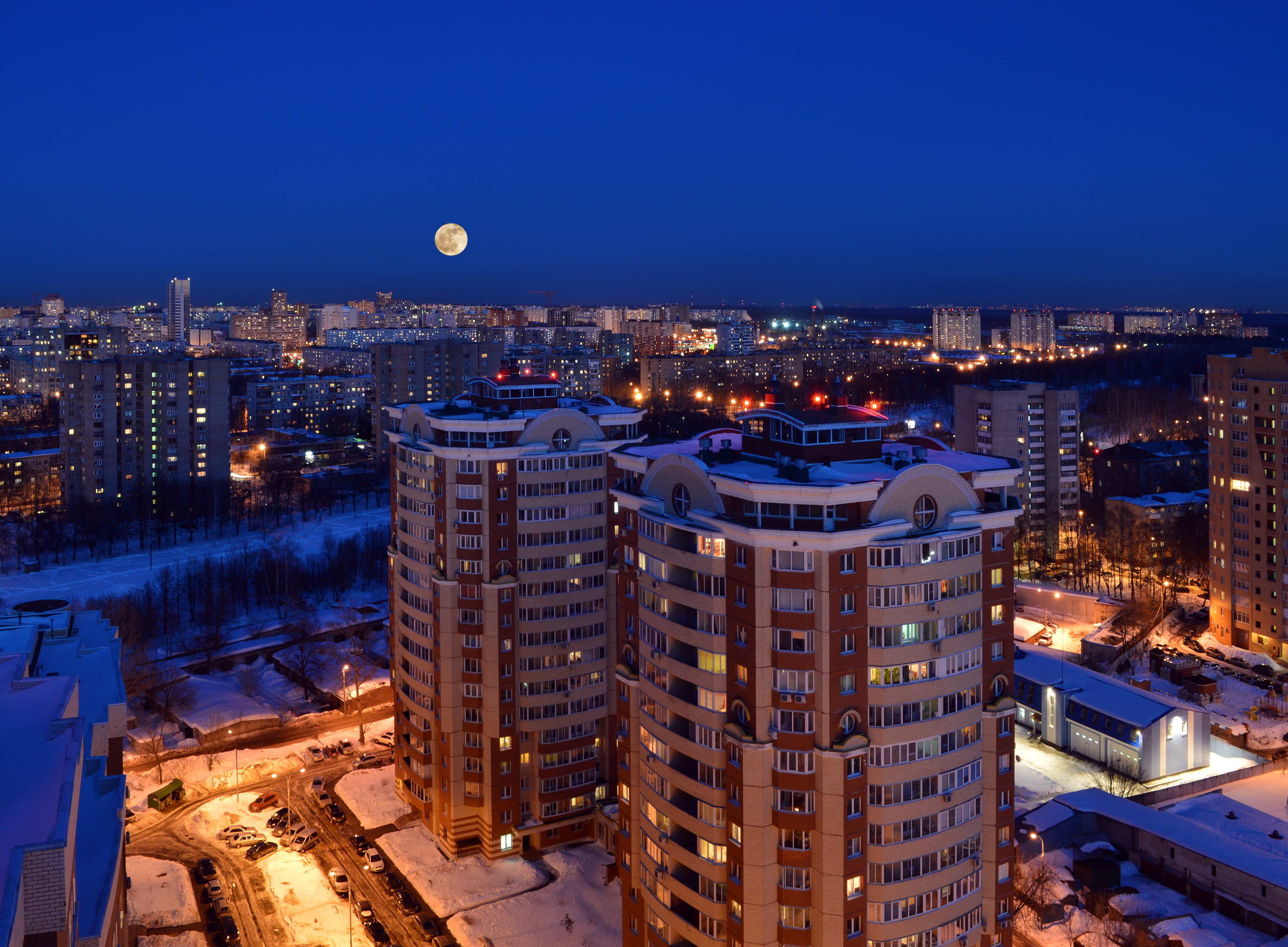
Центральная часть города

Панорама города

Королёв делится на несколько исторических районов и частей, зачастую названных по бывшим населённым пунктам, поглощённым городом при его развитии:
- Центральная часть — Подлипки, Новые Подлипки, Черёмушки, Завокзальный, Залинейный, 45-й квартал, Костино, Самаровка.
- Микрорайон Болшево — Болшево, Бурково, Комитетский лес, Валентиновка.
- Микрорайон Оболдино
- Микрорайон Первомайский — Фабрика 1 мая, Новые Горки, Лесные Горки, Старые Горки, Гознак, Комаровка, Максимково.
- Микрорайон Текстильщик — Передовая текстильщица, посёлок Калинина, 43-й квартал.
- Микрорайон Торфопредприятие — Торфопредприятие, 12-й переключатель, Погонный.
- Микрорайон Юбилейный — 1-й городок, 2-й городок, 3-й городок, 4-й городок.

## Образование
В городе работает 45 муниципальных детских садов и 29 школ. Дополнительное образование представлено языковыми центрами, спортивными школами, школами искусств. На предприятиях города трудится большое число известных учёных и изобретателей, в том числе академики, около сотни докторов и более тысячи кандидатов наук. Примерно 67 % жителей имеют высшее или среднетехническое образование, по этому показателю город занимает одно из первых мест в России.
В городе функционирует более 85 образовательных учреждений:
- 29 муниципальных общеобразовательных учреждений;
- 48 детских дошкольных учреждений, из них 45 муниципальных;
- 9 учреждений дополнительного образования[77], в том числе АОУ ДОД детский оздоровительно-образовательный центр «Родник» (находится на территории Пушкинского района, п. Зверосовхоза) и МБУ ДПО «Учебно-методический образовательный центр»[78];
- 3 учреждения среднего профессионального образования.

В городе работает негосударственное образовательное учреждение дополнительного образования Детская художественная школа народных ремёсел «Возрождение».

### Дошкольное образование
В Королёве функционируют 45 муниципальных детских садов, а также один ведомственный (№ 2 «Лесовичок» при РКК «Энергия»). В них воспитываются около 5000 детей.
В Королёве есть учреждения музыкально-эстетической, художественной, экологической и народно-прикладной направленности.
Для детей, нуждающихся в лечении или оздоровлении, есть специальные детские сады.

### Школы

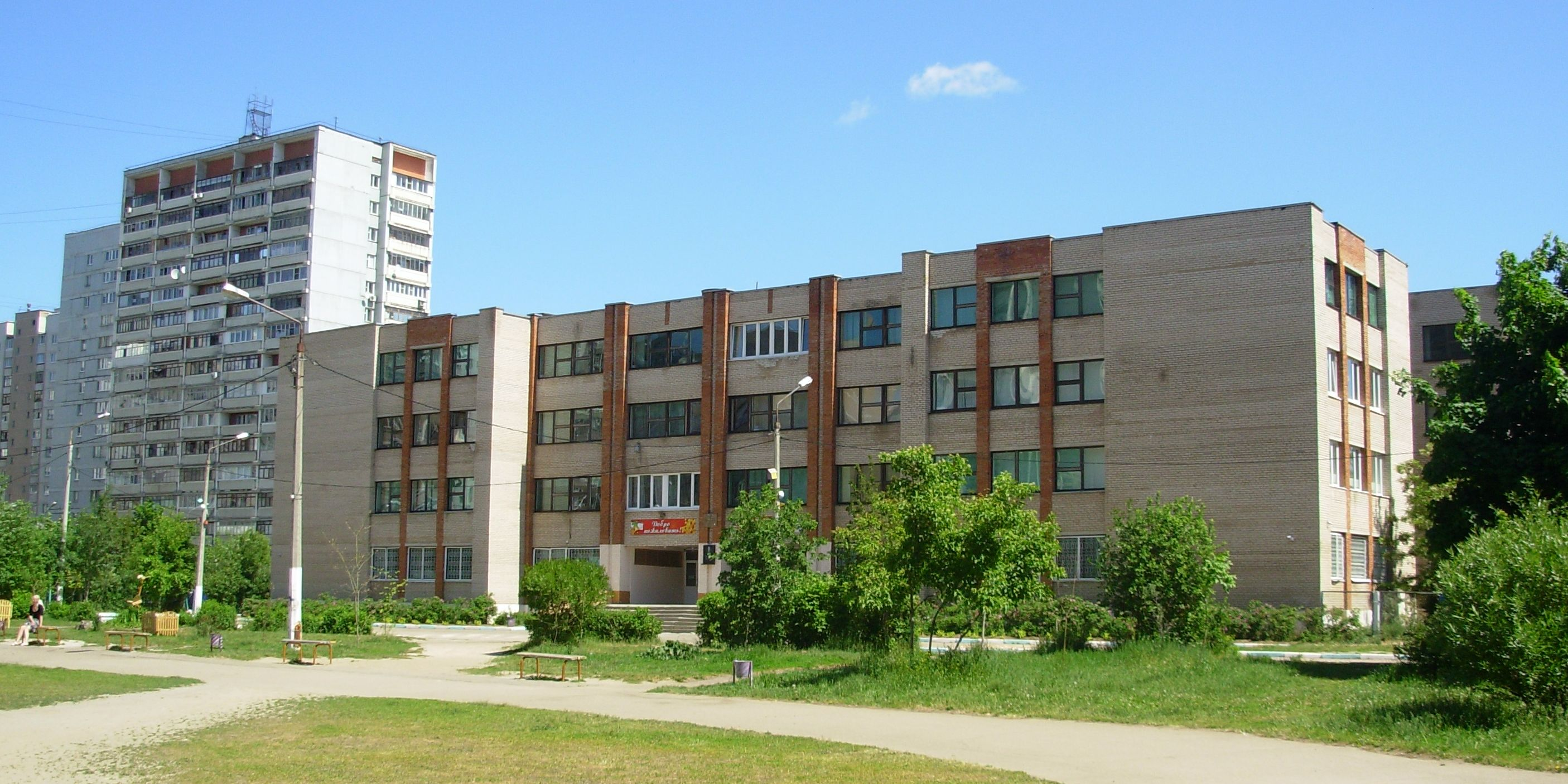
Гимназия № 18 имени И. Я. Илюшина

В городе действует 29 школ, из них: 17 общеобразовательных, 5 гимназий, 1 Лицей научно-инженерного профиля, Лицей № 19 с физико-математическим уклоном, 1 спецшкола-интернат для слепых и слабовидящих детей, 1 школа-интернат для обучающихся с ограниченными возможностями здоровья. Вечерняя школа была закрыта в 2012 году решением городской администрации. Ученики школ города регулярно становятся призёрами и победителями региональных, всероссийских и международных предметных олимпиад, 94 % выпускников городских школ поступают в вузы, включая лучшие вузы Москвы и Московской области. Ежегодно проводится Международная космическая олимпиада — научный конкурс, в рамках которого подмосковные и российские школьники могут посоревноваться со своими сверстниками из США, Франции, ФРГ, Великобритании, Греции, Казахстана, Австралии и других стран. Также действует международная образовательные программа «Космос и дети». В рамках программы «Одарённые дети» проводится Международный космический лагерь школьников, городские предметные олимпиады, чествование призёров предметных олимпиад в преддверии Дня космонавтики, присуждение стипендий Главы города учащимся, показавшим высокие результаты в олимпиадах, городской бал выпускников школ. В Королёве есть Детский экологический центр национального парка «Лосиный остров».
Дети, нуждающиеся в специальных образовательных программах, учатся в интернате для обучающихся с ограниченными возможностями здоровья и интернате для слепых и слабовидящих.
С 1990 года проводится городской конкурс «Педагог года» в рамках ежегодного областного конкурса «Педагог года Подмосковья».
В 2024 году в ТОП-100 лучших школ Московской области вошли три школы Королёва — лицей научно-инженерного профиля, лицей № 5 и гимназия № 5. В ТОП-500 лучших школ Московской области вошли 16 школ. В ТОП-300 лучших школ России по конкурентоспособности выпускников включены лицей научно-инженерного профиля и лицей № 19.

### Профессиональное образование
Учреждения среднего профессионального образования готовят специалистов для предприятий аэрокосмической отрасли и для нужд города в целом.
- Королёвский государственный техникум технологии и дизайна одежды (КГТТДО) — филиал Технологического университета[82];
- Королёвский колледж космического машиностроения и технологии (КККМТ) — филиал Технологического Университета;
- Профессиональный техникум имени С. П. Королёва, объединивший ранее существовавшие в городе ПУ № 72, ПЛ № 26, ПУ № 89 и КМТ, а также ПУ № 130 г. Ивантеевка.

В общей сложности подготовка идёт более чем по 40 специальностям, ежегодно проводится конкурс профессионального мастерства среди молодых рабочих и учащихся образовательных учреждений. В целях совершенствования методической работы, организации стажировки и повышения квалификации работников системы начального образования на базе профессиональный техникум имени С. П. Королёва действует Многофункциональный центр прикладных квалификаций (МЦПК).

### Высшее образование
Высшее образование в городе представлено филиалами ведущих вузов страны, государственными и частными учреждениями:
- Кафедра и факультет ракетно-космической техники МГТУ имени Н. Э. Баумана[84]; кафедра МГТУ имени Н. Э. Баумана «Системное проектирование аэрокосмических комплексов»[85][86];
- Королёвский филиал Международного юридического института;
- Филиал НОЧУ ВПО «Московский новый юридический институт» (в Юбилейном);
- Технологический университет[82];
- Институт международного бизнеса «Классическая Бизнес-школа»;
- Представительство МФПА в г. Королёве;
- ОАО «Институт подготовки кадров машиностроения и приборостроения „Машприбор“»

## Экономика

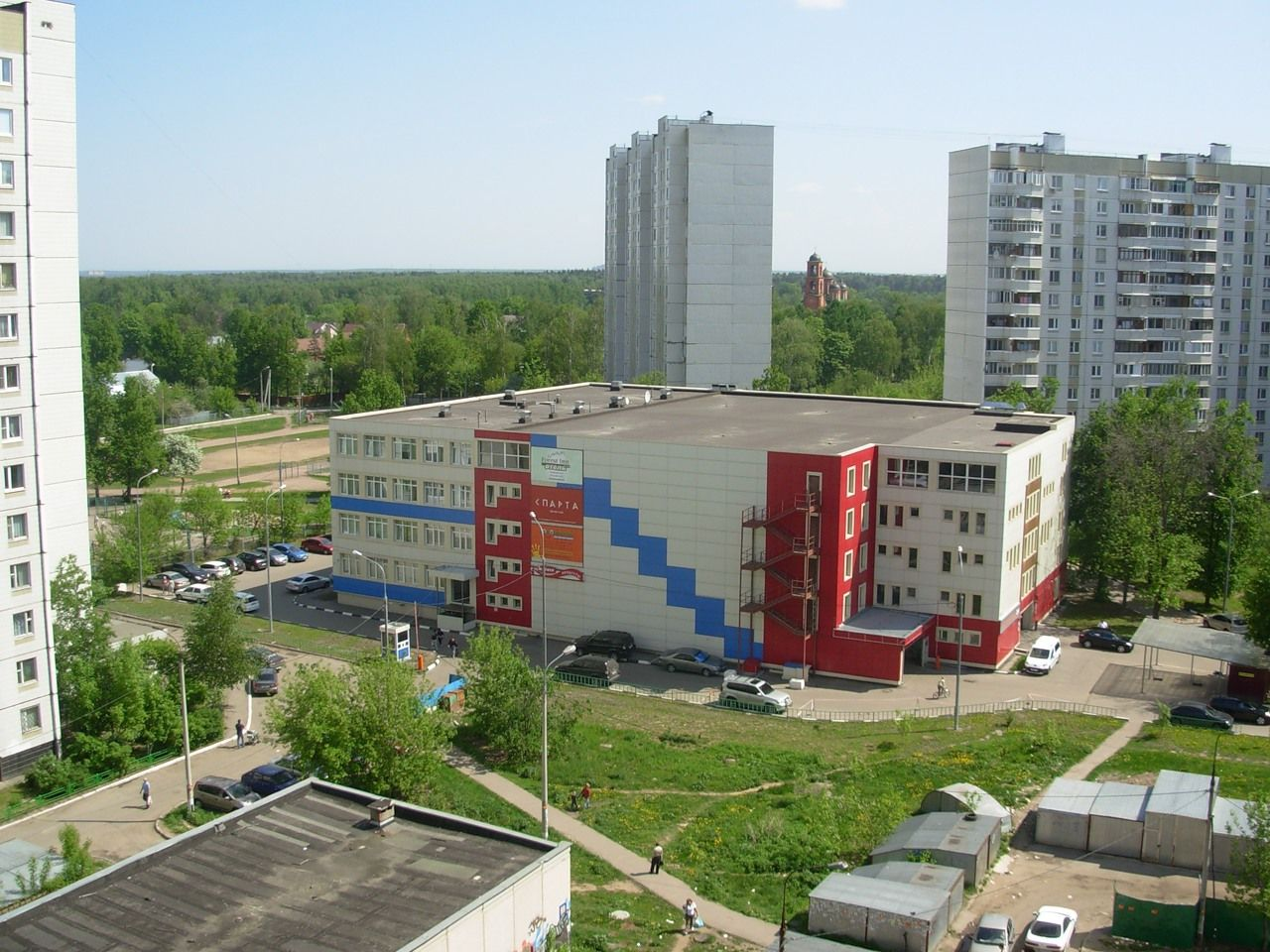
На проспекте Космонавтов, гостиница «Форест»

Основой социально-экономического развития города Королёва является градообразующий научно-производственный комплекс.
Королёв — один из крупнейших научно-производственных центров Московской области, в довоенные годы был центром развития артиллерии, с 1950-х началось создание ряда НИИ, конструкторских бюро, заводов, ставших основой ракетно-космической отрасли страны, а также, в той или иной мере, градообразующими:
- РКК «Энергия» им. С. П. Королёва — ведущее предприятие российской космической промышленности.
- ЦНИИМАШ (включающий в себя Центр управления полётами).
- ОАО Корпорация «Тактическое ракетное вооружение» (КТРВ) — разрабатывает и производит широкий спектр боевых ракетных комплексов и авиационных систем.
- АО «НПО измерительной техники» — проводит разработку и исследование информационно-измерительных комплексов и систем, информационно-телеметрического обеспечения, средств диагностики, контроля и управления, датчиков, преобразующей аппаратуры.
- Конструкторское бюро химического машиностроения им. А. М. Исаева (филиал ГКНПЦ им. Хруничева) — одно из ведущих КБ в области разработки и испытаний жидкостных ракетных двигателей, двигательных установок и их компонентов.
- АО «Композит» — важнейшая организация в области материаловедения ракетно-космической техники, выполняет НИОКР по созданию и комплексному исследованию свойств материалов.
- НИИ Космических систем им. А. А. Максимова (филиал ГКНПЦ им. Хруничева) — занимается исследованиями и экспериментальными работами по созданию новой техники и прогрессивных технологий: космических, энергосберегающих (в том числе альтернативных источников энергии), по системам мониторинга объектов и природных ресурсов.
- 160-й Домостроительный комбинат «Подмосковье» — выпуск домостроительной продукции для строек города, коттеджи, бани. Прекратил свою деятельность в 2016-м году[87].
- НВП «Болид» — производство и поставка оборудования для систем безопасности: технических средств охраны, противопожарных систем, контроля доступа, видеонаблюдения, систем автоматизации и диспетчеризации[88].
- ООО «КоролёвФарм» — занимается контрактным производством косметических средств и биологически активных добавок к пище под торговой маркой заказчика. Производит экстракты электродинамическим способом из растительного сырья, а также животного и минерального происхождения.
- «Рэй-Спорт» — первая крупная российская производственная компания, которая профессионально занимается разработкой и производством защитного снаряжения, спортивного оборудования, одежды и аксессуаров для единоборств.

В городе расположены деревообрабатывающие, приборостроительные и текстильные предприятия. Подразделение концерна Alfa Laval — ОАО «Альфа Лаваль Поток».

## Связь
Расположено 19 почтовых отделений.
Почтовые отделения центральной части
| Название   | Индекс | Адрес                      |
| ---------- | ------ | -------------------------- |
| Королёв    | 141070 | ул. Калинина, д. 15        |
| Королёв-1  | 141071 | ул. Павлова, д. 2          |
| Королёв-2  | 141072 | ул. 50-летия ВЛКСМ, д. 13а |
| Королёв-3  | 141073 | ул. Нахимова, д. 39/36     |
| Королёв-4  | 141074 | ул. Пионерская, д. 16      |
| Королёв-5  | 141075 | Кооперативная ул., д. 8а   |
| Королёв-6  | 141076 | ул. Мичурина, д. 7         |
| Королёв-7  | 141077 | Проспект Королёва, д. 11   |
| Королёв-8  | 141078 | Проспект Королёва, д. 1/6  |
| Королёв-9  | 141079 | ул. Гагарина, д. 11        |
| Королёв-10 | 141080 | ул. Горького, д. 2а        |

Почтовые отделения в микрорайонах
| Название     | Индекс | Адрес                       |
| ------------ | ------ | --------------------------- |
| Болшево      | 141060 | ул. Прудная, д. 7           |
| Болшево-5    | 141065 | ул. Гайдара, д. 5/1         |
| Болшево-7    | 141067 | ул. Комитетский Лес, д. 2а  |
| Первомайский | 141069 | ул. Советская, д. 36        |
| Текстильщик  | 141068 | ул. Тарасовская, д. 1       |
| Юбилейный    | 141090 | ул. И. Д. Папанина, д. 8    |
| Юбилейный-1  | 141091 | ул. Героев Курсантов, д. 11 |
| Юбилейный    | 141092 | ул. Тихонравова, д. 32а     |

## Транспорт

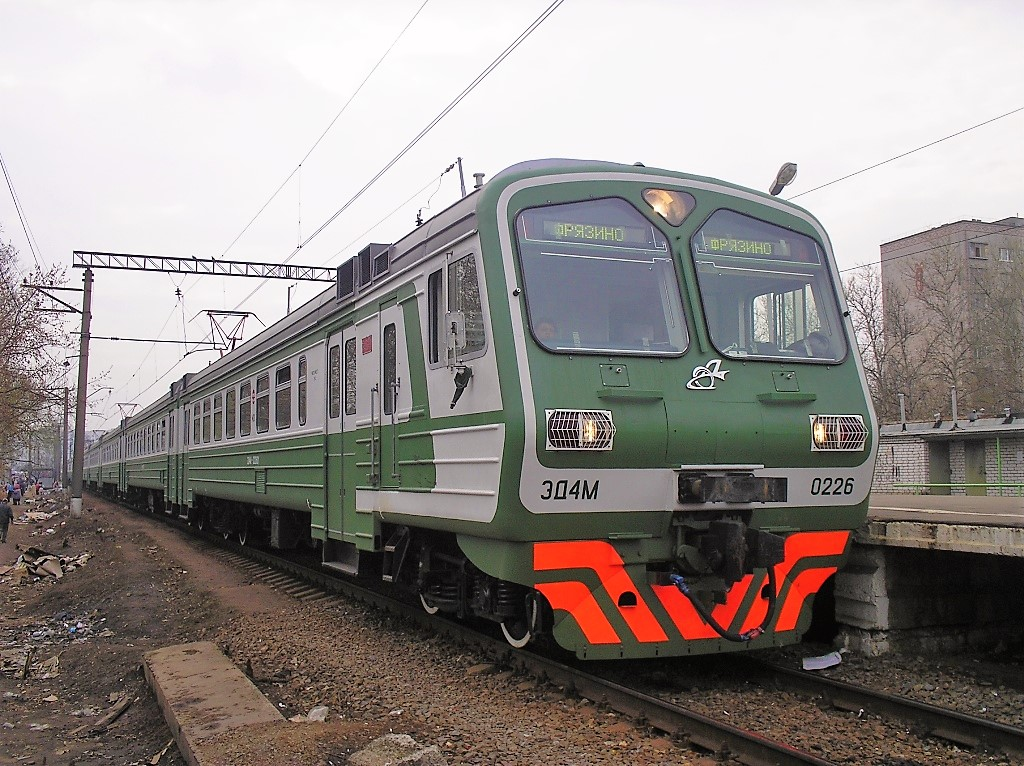
Электропоезд ЭД4М-0226 на платформе Болшево (Фрязинское направление), 2008 год

Железная дорога связывает Королёв с Москвой (Ярославский вокзал), городами и посёлками Щёлковского и Ногинского районов, Мытищами, Ивантеевкой, Фрязино. В черте города находятся следующие станции и платформы:
- станция Подлипки-Дачные
- станция Болшево, состоящая из двух платформ: Монинского направления и Фрязинского направления.
- платформа Валентиновка (на Монинском направлении)
- платформа Фабрика 1 Мая (на Фрязинском направлении)

Интервал электропоездов в час пик на ст. Подлипки-Дачные, Болшево — 7-10 минут, вне часа пик — до 30 минут. Интервал по платформам Фрязинского направления — 20-40 минут. По рабочим дням имеется т. н. «технологическое окно» (примерно с 11 до 13 часов), во время которого электропоезда не ходят.
5 сентября 2008 года осуществлён запуск скоростного электропоезда «Спутник» с интервалом 30 минут в часы пик.

### Автобусное сообщение

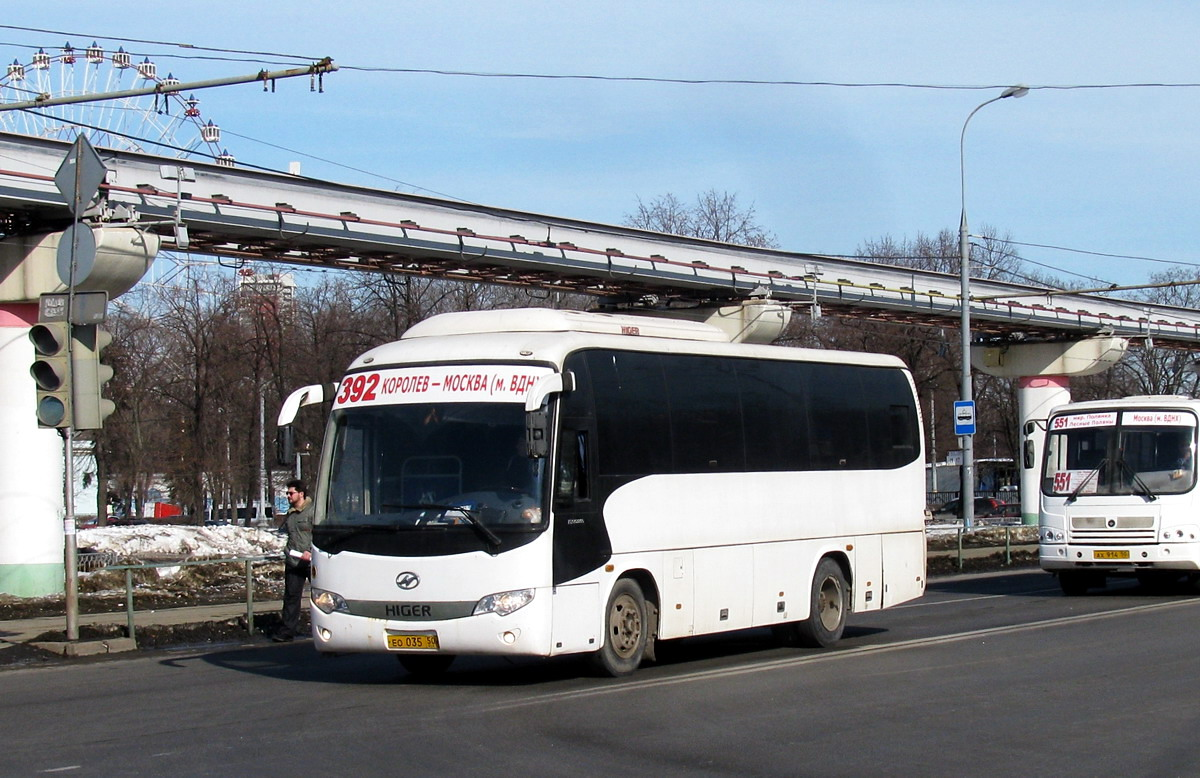
Higer KLQ6885Q, маршрут № 392, возле

Автобусное обслуживание населения осуществляется тремя перевозчиками — АО «Мострансавто» (МАП № 10), ООО «Автотрэвэл», ООО «Домтрансавто» и ООО «Ранд-транс». В городе действуют маршруты:
- 1 (ул. Силикатная — ст. Болшево — ст. Подлипки — ул. Силикатная)[90]
- 2 (ул. Силикатная — ст. Подлипки — ст. Болшево — ул. Силикатная)[91]
- 3 (ул. Силикатная — ст. Подлипки)[92]
- 4 (ул. Силикатная — ст. Болшево — ст. Подлипки — Рынок на Яузе)[93]
- 5 (ул. Мичурина — ст. Подлипки)[94]
- 6 (ст. Болшево — ул. Мичурина — Оболдино)[95]
- 7 (ст. Болшево — ул. Мичурина — Торфопредприятие)[96]
- 7 (ст. Болшево — ул. Мичурина)[97]
- 8 ((пл. Валентиновка) — ул. Гражданская — ст. Болшево — ст. Подлипки)[98]
- 9 (Ул. Академика — Легостаева — ст. Болшево — Автобаза — ЦНИИМАШ)[99]
- 10 (ст. Подлипки — Комитетский Лес)[100]
- 11 (ст. Болшево — дом отдыха «Болшево»)[101]
- 12 (ст. Подлипки — Лесная школа — ст. Болшево)[102]
- 13 (ст. Подлипки — Лесная школа — ст. Болшево — ст. Подлипки)[103]
- 14 (ст. Болшево — Красная Новь)[104]
- 15 (ст. Подлипки — Городок 3 — ст. Болшево — Гипермаркет «Глобус»)[105]
- 15 (ст. Подлипки — Городок 3)[106]
- 16 (ст. Подлипки — Лесная школа)[107]
- 17 (ул. Лермонтова — ст. Подлипки)[108]
- 19 (Городок 1 — Городок 2)[109]
- 26 (ст. Болшево — Невзорово)[110] (работает по выходным)
- 28 (ул. Силикатная — ст. Болшево — ст. Подлипки — ст. Мытищи)[111]
- 31 (Лесные Поляны — ст. Болшево — ст. Подлипки)[112]
- 31 (ст. Болшево — Лесные Поляны)[113]
- 32к (ст. Подлипки — Мытищи (МГУЛ))
- 44к (ул. Силикатная — ст. Болшево — Лесные Поляны — ст. Пушкино)
- 45к (ст. Подлипки — ст. Пушкино)
- 48 (ст. Болшево — ул. Горького — пл. Загорянская)[114]
- 58к (ст. Подлипки — ст. Болшево — пл. Загорянская — ст. Щёлково)
- 392 (ул. Силикатная — ст. Болшево — ст. Подлипки —  Ростокино —  ВДНХ)[115]
- 499 (ст. Болшево — Городок 3 —  Ростокино —  ВДНХ)[116]
- 551к (Лесные Поляны (мкр. Полянка) — Лесная школа —  Ростокино —  ВДНХ)
- 565 (ул. Мичурина —  Ростокино —  ВДНХ)[117]
- 576к (ул. Силикатная —  Ростокино —  ВДНХ)

Автобусы 6, 7, 9, 12, 14, 15, 16, 26, 28, 31, 48, 392, 565, 499 маршрутов следуют по расписанию, интервал остальных автобусов и микроавтобусов — от 2-3 до 15-20 минут.

## Культура

Вид на проспект Королёва и первый дом-«книжку» МЖК

6 крупных культурных центров, 2 концертных зала, 4 музея, школа искусств, центры детского и технического творчества, театральные коллективы, «Мьюзикл-театр», школа кино и телевидения, детские театральные школы, театр юного зрителя. В городе находится филиал московской областной государственной научной библиотеки имени Н. К. Крупской (МОГНБ имени Н. К. Крупской). Дома-музеи Владимира Ленина (историко-краеведческий музей), исторический музей (в здании бывшего кинотеатра «Звезда»), Марины Цветаевой, Сергея Дурылина, дом-музей писателя Олега Куваева. Основные музеи Королёва являются отделами «Музейного объединения „Музеи наукограда Королёв“», на базе которого в 2018 году создан мультимедийный туристско-информационный центр (ТИЦ) «Подмосковье».
ДиКЦ (ДК имени М. И. Калинина) награждён знаком отличия «За заслуги перед Московской областью».
Значительной частью культурной жизни города является академический хор «Подлипки», золотой призёр фестивалей в Болгарии и Италии, участник и лауреат областных, региональных и международных конкурсов. За вклад в развитие хорового искусства руководителю и дирижёру хора Б. А. Толочкову (1929—2001) в 1998 году было присвоено звание «Почётный гражданин города Королёв».
В советский период в городе также был создан детский хор города Калининграда под руководством Анатолия Чмырёва.

## Достопримечательности

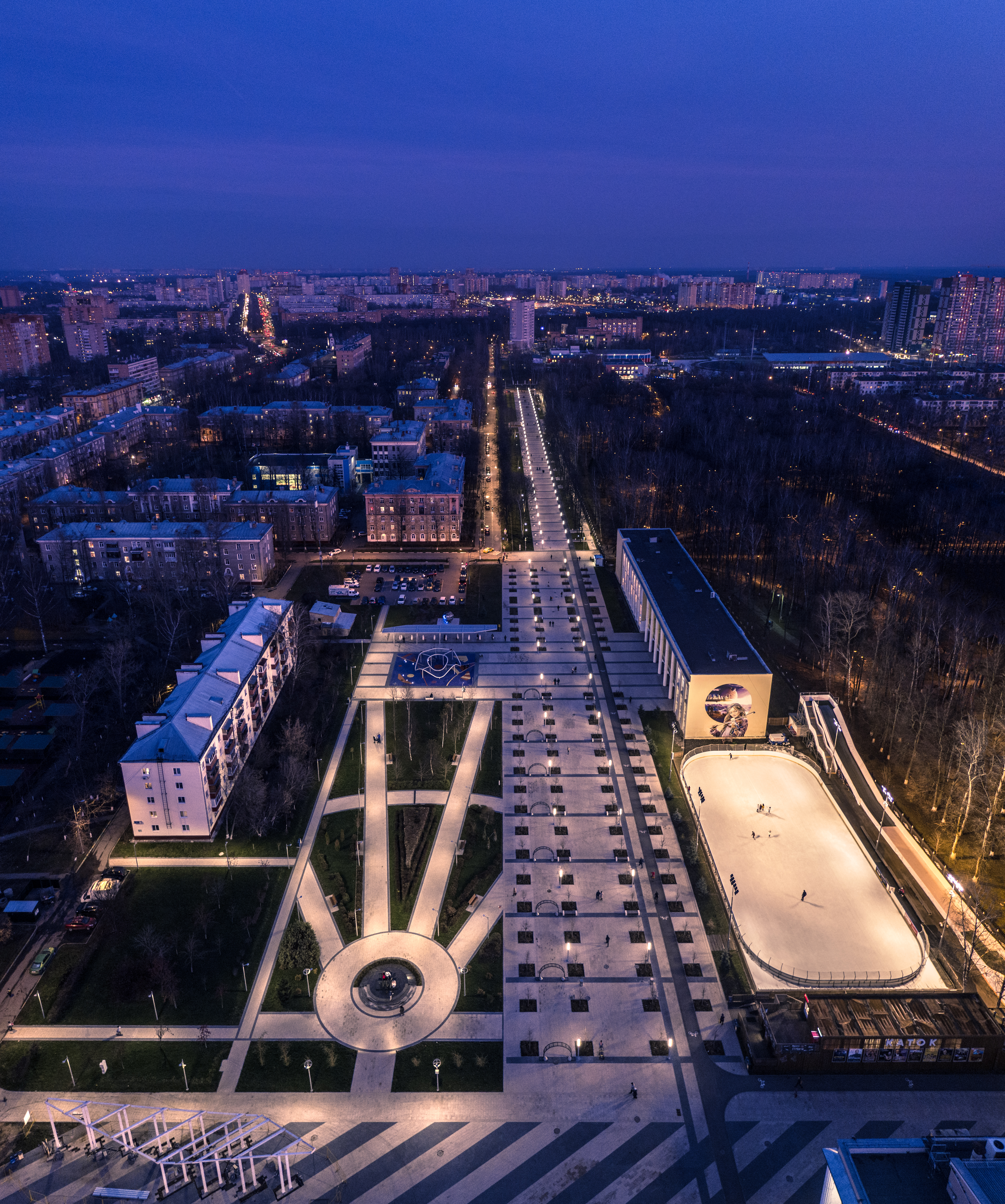
Сквер «Покорителей космоса»

В исторической части Королёва, Болшево, в 1920—1930-х годах существовала Болшевская трудовая коммуна ОГПУ. Её первым капитальным строением был Дом Стройбюро в Болшеве, жилое здание в стиле конструктивизма, построенное в 1928 году по проекту архитектора Аркадия Лангмана. В ноябре 2013 года здесь были обнаружены настенные росписи работы Василия Маслова. Часть из них была демонтирована для реставрации, оставшийся объём живописи, законсервированный на месте, погиб во время незаконного сноса здания, произведённого в ночь с 7 на 8 марта 2015 года.
В микрорайоне Первомайский находится Дом творчества кинематографистов «Болшево», который был построен в 1930-е годы в стиле сталинский ампир. В доме творчества отдыхало и работало огромное количество кинорежиссёров, актёров, киносценаристов и других деятелей кино. Так, в частности, именно в этом доме творчества Георгий Данелия написал сценарии своих известных фильмов Мимино, Не горюй, Я шагаю по Москве. Жизнь дома творчества и его обитателей описана в книгах «Болшевские рассказы» киносценариста С. И. Фрейлиха, «Мы едем в Болшево» Бориса Добродеева и «Коктейль две семёрки» писателя Эдуарда Тополя.
В Королёве находится первый в стране Молодёжный жилой комплекс (МЖК), первый дом которого построен и заселён в 1976 году. За характерную форму, напоминающую здание СЭВ, а сейчас правительства г. Москва при фронтальном рассмотрении, эти дома прозвали «книжками». Первая из трёх таких «книжек» располагается по адресу пр. Королёва, д. 18/6 — центральной улице г. Королёва.
По территории Королёва проходит закрытая часть Восточного водопроводного канала, предназначенного для доставки воды из Учинского (Акуловского) водохранилища в Москву. Прилегающая к водоканалу территория является зоной санитарной охраны.
15 декабря 2018 года на заседании Совета при Президенте РФ по культуре и искусству председатель Центрального совета ВООПИиК Артём Демидов передал президенту письмо, в котором говорилось о планах по сносу в Королёве исторических кварталов послевоенной постройки. В перечень поручений президента по итогам заседания этого совета вошло указание Правительству Московской области совместно с Минкультуры России обеспечить сохранение исторического центра г. Королёва.
Одним из символов Королёва являются мозаичные панно космической тематики, украшающие фасады строений. Не имея охранного статуса, многие композиции безымянных авторов разрушаются от времени и вандализма собственников зданий, не понимающих ценности этих работ. Единственное отреставрированное панно — огромное полотно длиной 40 м из натурального камня и смальты на центральной площади города. Имя автора этого произведения сохранилось в документах, что является исключительным случаем для Королёва.

### Памятники

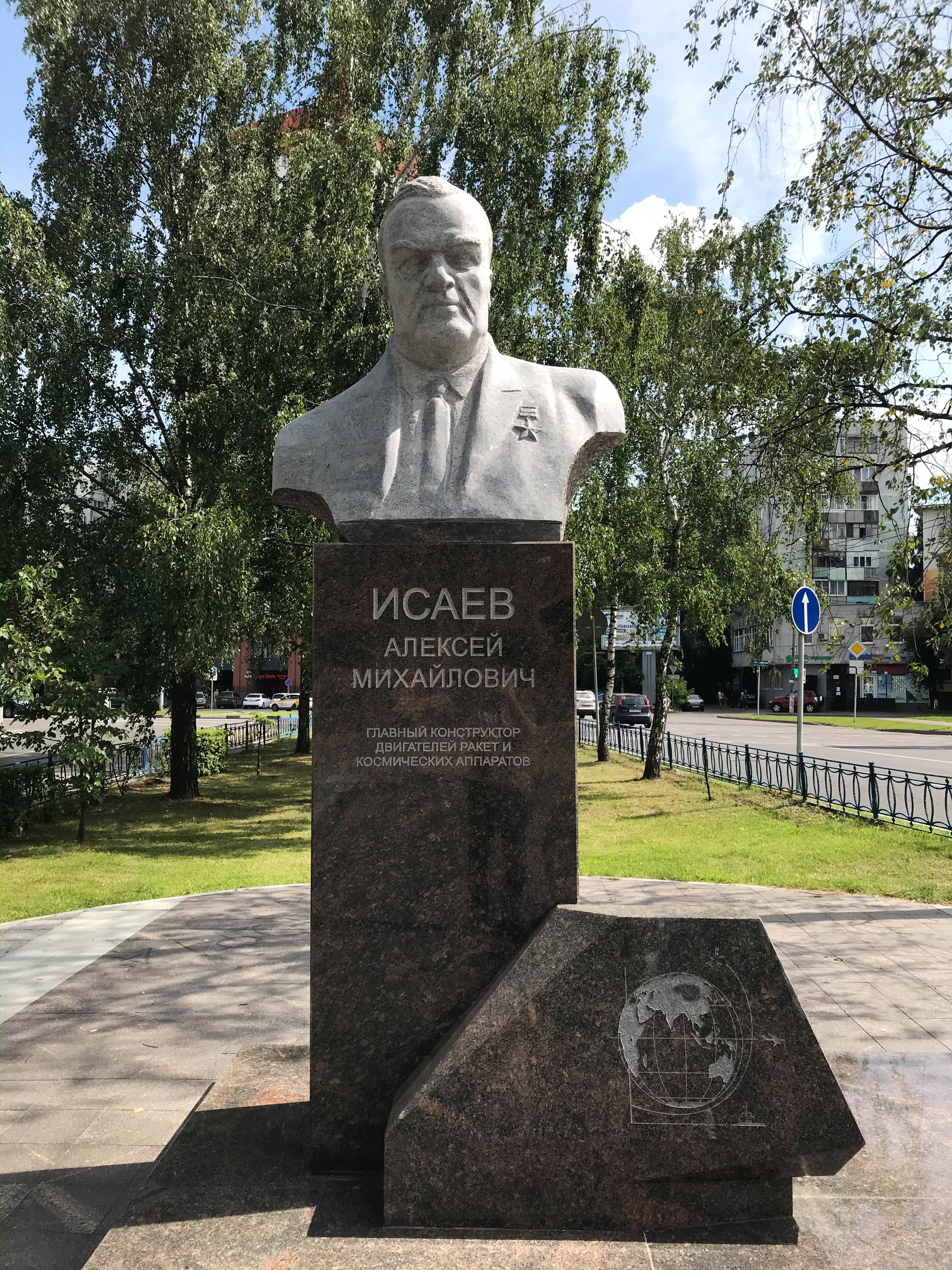
Памятник Исаеву А. М. на проспекте Королёва

- Памятник Сергею Павловичу Королёву на проспекте Королёва, скульптор С. А. Щербаков;
- Памятник С. П. Королёву на территории РКК «Энергия» им. С. П. Королёва;
- Памятники воинам, погибшим в Великой Отечественной войне 1941—1945 г., на площади Победы и ул. Ильича;
- Памятник В. И. Ленину на площади Ф. Э. Дзержинского, перед главным корпусом РКК «Энергия»;
- Памятник Ф. Э. Дзержинскому на ул. А. Матросова;
- Памятник Ю. А. Мозжорину на улице Богомолова;
- Монумент в честь запуска первого искусственного спутника Земли на проспекте Космонавтов;
- Памятник В. И. Ленину на территории ФГУП «ЦНИИМАШ»;
- Памятник В. И. Ленину у центральной проходной ОАО «Корпорация Тактическое Ракетное Вооружение»;
- Памятник В. И. Ленину у Дворца Культуры микрорайона Юбилейный на улице Тихонравова;
- Памятник В. И. Ленину на территории РКК «Энергия»;
- Памятник В. И. Ленину в Первомайском, рядом с гостиницей «Новые Горки»;
- Памятный камень в честь 50-летия первого полёта человека в космос;
- Обелиск воинам-землякам, погибшим во время ВОВ, на Центральной улице в микрорайоне Торфоразработки;
- Памятник генерал-майору Александру Наумову в сквере имени Наумова, скульптор Сергей Лопухов;
- Монумент с ракетой Р-2 на въезде в город с Ярославского шоссе;
- Монумент с ракетой-носителем Р-7 «Восток» на территории РКК «Энергия» им. С. П. Королёва;
- Монумент с уменьшенной копией системы «Энергия-Буран» на территории РКК «Энергия» им. С. П. Королёва.
- Памятник Ю. А. Гагарину и С. П. Королёву в сквере покорителей космоса у ЦДК им. Калинина.
- Памятник стыковки «Союза» и «Аполлона» на пл. Мозжорина, названный местными жителями «Шарик», вернувшийся после длительной реставрации в 2018 г.
- Памятник сотрудникам правоохранительных органов, погибших в годы Великой Отечественной войны и при исполнении служебных обязанностей, на территории УМВД[129];
- Бюст конструктора ракетных двигателей Алексея Исаева на проспекте Королёва[130].
- Памятник Василию Грабину на городском Мемориале Славы[131].

## СМИ
В городском округе Королёв выходят газеты «Калининградская правда», «Спутник». Работает телеканал «КОРОЛЁВ ТВ». Круглосуточное вещание телеканала «КОРОЛЁВ ТВ» производится в интернете и кабельных сетях города. Королёвским краеведческим обществом им. Б. Я. Ежова в 2016 году был создан сайт «История Королёва», где публикуются краеведческие статьи и старые фотографии.

## Спорт

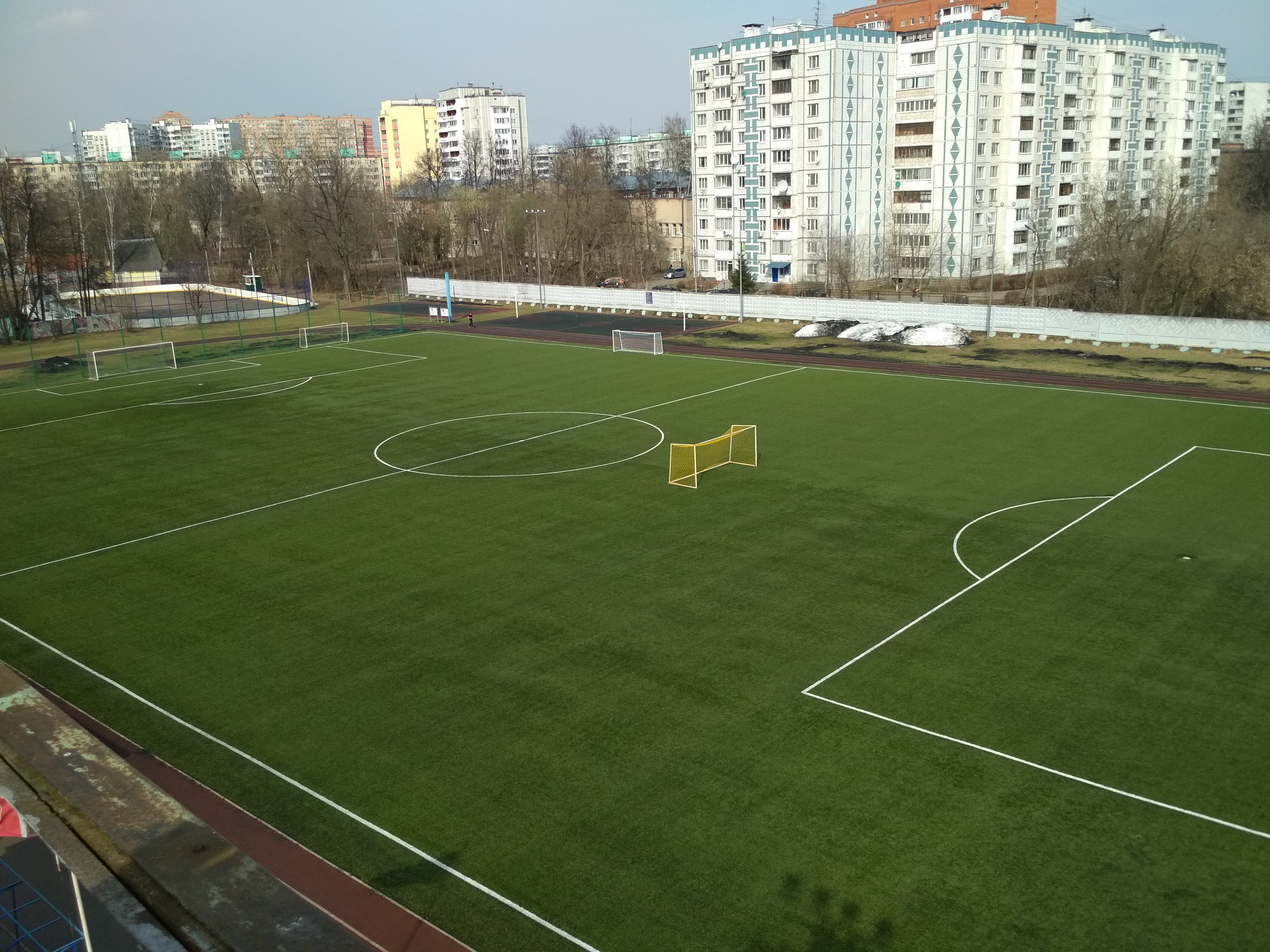
Стадион «Металлист»

В Королёве — 3 стадиона, 3 бассейна. В городе существует шесть федераций по таким видам спорта, как футбол, бокс, самбо и дзюдо, баскетбол, спортивный туризм и авиамодельный спорт. Основными видами спорта, представленными в городе, являются: хоккей с мячом, хоккей на траве, футбол, борьба, бокс, плавание, спортивная гимнастика, художественная гимнастика, синхронное плавание, каратэ киокусинкай, волейбол, гандбол.
В Королёве проводятся крупные соревнования: Международный космический марафон памяти Сергея Павловича Королёва, «Плетёный мяч», кубок России по марафонскому бегу, матчи российских чемпионатов по хоккею на траве, шахматам, индорхоккею, флорболу, хоккею с мячом (первая лига — «Вымпел»), футболу (первенство России — третий дивизион, зона МРО Центр — «Металлист»; Первенство Московской области, высшая группа — «Вымпел», «Металлист-2», «Веста»), а также соревнования областного масштаба: первенство по плаванию, спортивной гимнастике, мемориал памяти лётчика-космонавта СССР В. Н. Волкова (футбол), соревнования по лыжным гонкам на призы М. А. Початовой, личное первенство по шахматам, соревнования по велоспорту памяти В. К. Курлова, кубок по волейболу среди женских команд, спартакиада учащихся детских домов и школ-интернатов и другие. В городе проводятся и другие российские соревнования: по триатлону, авторалли, спортивному бриджу, а также ряд пробегов.
В 1997 году городская команда по хоккею с мячом возобновила своё участие в первенстве России. В 2006 году юношеская команда «Металлист» взяла бронзу в первенстве Московской области по футболу.
С начала 2000-х годов в городе базируется голбольный клуб «Подмосковье».
На территории города расположены три стадиона, шесть футбольных полей, десять спортзалов, два катка, четыре бассейна, пять теннисных кортов, шесть волейбольных площадок, три детско-юношеские спортивные школы — «Металлист», «Вымпел» и «Дебют». Школа альпинизма имени В. Л. Башкирова готовит молодых скалолазов на искусственном тренажёре, построенном в гимназии № 18 имени И. Я. Илюшина. Зимой на стадионе «Металлист» действует трасса для занятий по ледолазанию. 26 декабря 1998 года здесь были проведены соревнования на Кубок России, в которых приняло участие свыше 30 альпинистов.
С 1977 года в Королёве проводится Космический марафон.

## Религия
На 2020 год в Королёве насчитывается 10 действующих православных храмов, а именно:
- Рождества Пресвятой Богородицы,
- Косьмы и Дамиана,
- Преображения Господня,
- Троицкий,
- Священномученика Владимира, митрополита Киевского;
- Прмц. великой княгини Елисаветы,
- Серафима Саровского,
- Новомучеников и Исповедников Церкви Русской,
- Преподобного Сергия и мученика Валентина (РКК «Энергия»),
- Благоверных князей Петра и Февронии.

Помимо них имеются четыре часовни, а именно:
- Святого благоверного князя Александра Невского,
- Блаженной Матроны Московской (при ЦГБ),
- Никольский храм-часовня (при доме-интернате «Дом Ветеранов»),
- Пантелеимонская.

В Королёве действуют Церковь евангельских христиан-баптистов «Единство», Церковь христиан веры евангельской «Исход». В Королёве находится главный офис Региональной благотворительной общественной организации «Библейская лига».